# Dodekanesos

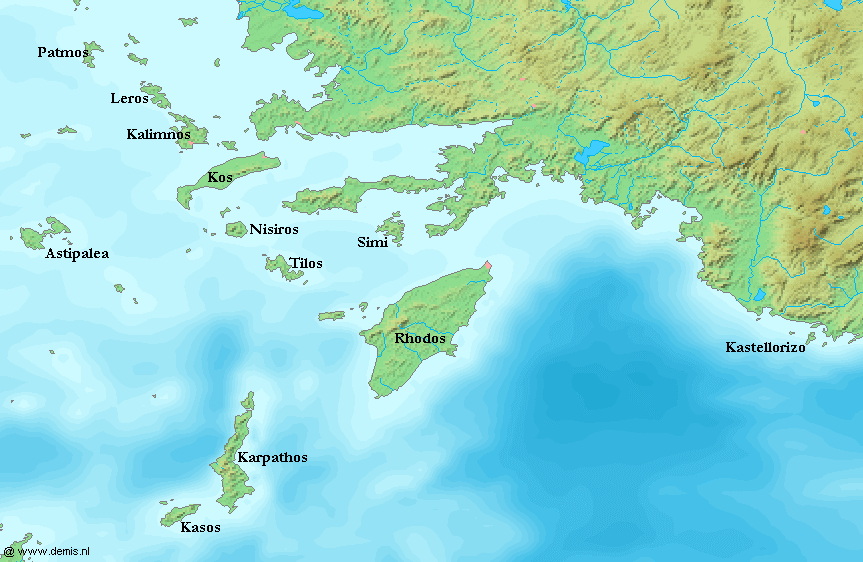
Dodekanesos

De Dodekanesos (Grieks: Δωδεκάνησα, Dodekánisa = twaalf eilanden; do-deka = 2 + 10 = 12) is een
Griekse eilandengroep en voormalig departement (nomos) in de oostelijke Egeïsche Zee, voor de kust van Zuidwest-Turkije. De hoofdstad is de stad Rhodos.
Met uitzondering van het eiland Kastelorizo, maar samen met het ten noorden van de Dodekanesos gelegen Samos, wordt de Dodekanesos ook tot de Zuidelijke Sporaden gerekend.

## Geschiedenis
De grote eilanden van de Dodekanesos, Kos en Rhodos, kenden in de oudheid een bloeiende beschaving. Kos was in de gehele Hellenistische wereld beroemd om zijn Asklepieion, een aan de god van de genezing Asklepios gewijd tempel- en genezingscomplex. Dit was gesticht door de grondlegger van de moderne geneeskunde, de arts Hippokrates van Kos. Rhodos was de hoofdstad van een bloeiend handelsimperium.
Na de deling van het Romeinse Rijk kwamen de eilanden onder Oost-Romeins (Byzantijns) bestuur. Een reeds in de late oudheid ingezet verval zette door en leidde tot het wegvallen van handel en een daling in de bevolking. De eilanden waren regelmatig het slachtoffer van Saraceense piraten (zie: Saracenen). In de latere middeleeuwen bleven de eilanden nominaal Byzantijns, maar wisten dankzij een zwak centraal gezag een grote mate van autonomie te ontplooien. Lokale heersers maakten zich van de macht meester. Soms waren dit Grieken, maar vaak ook Frankische of Italiaanse baronnen, zoals op Astipalaia. In 1309 veroverden de Johannieterridders een groot deel van de huidige Dodekanesos en vestigden een kruisvaardersstaat met als hoofdstad Rhodos. Zowel op het eiland Rhodos als op andere eilanden herinneren de restanten van verdedigingswerken en kastelen aan het bestuur van de Johannieters. In 1522 werd de eilandengroep veroverd door de Osmaanse Turken onder Süleyman I.
De eilanden behoorden tot het Ottomaanse Rijk voordat ze in 1911 door Italië bezet werden. Na de Eerste Wereldoorlog (waarin de Turken de zijde van Duitsland hadden gekozen) kwamen de Dodekanesos onder Italiaans bestuur. Gebouwen op de eilanden in Italiaanse stijl herinneren nog aan deze tijd. Tijdens de Tweede Wereldoorlog (waarin Italië de zijde van Nazi-Duitsland had gekozen) werden de eilanden, toen de rest van Griekenland was bevrijd, bezet door fanatieke Italiaanse fascisten. Zelfs na de capitulatie van Italië en Duitsland bleven de eilanden in Italiaanse handen, tot de bezetters zich moesten overgeven. Na de Tweede Wereldoorlog kwamen de eilanden met de Vrede van Parijs aan Griekenland, waar ze nog steeds toe behoren. De eilanden zouden wel permanent gedemilitariseerd blijven.

## Eilanden

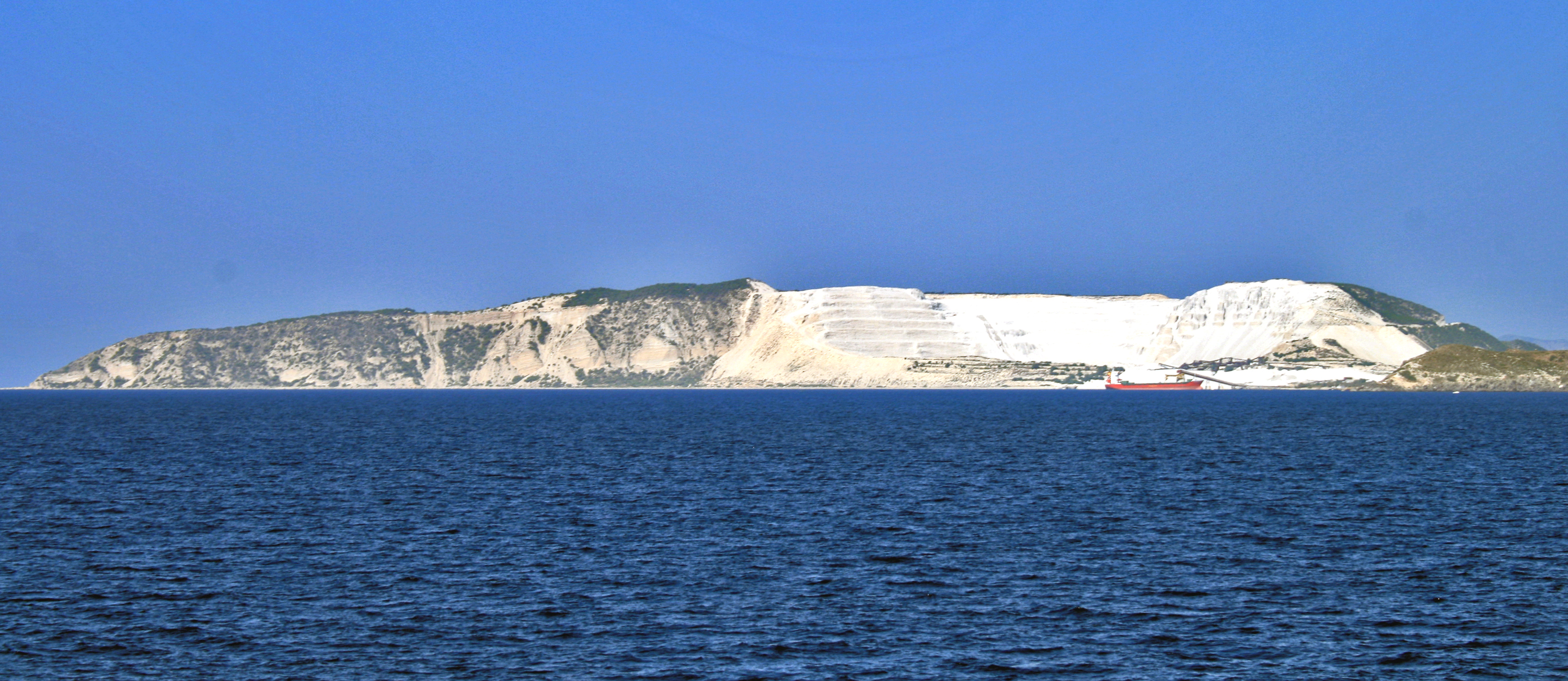
Gyali

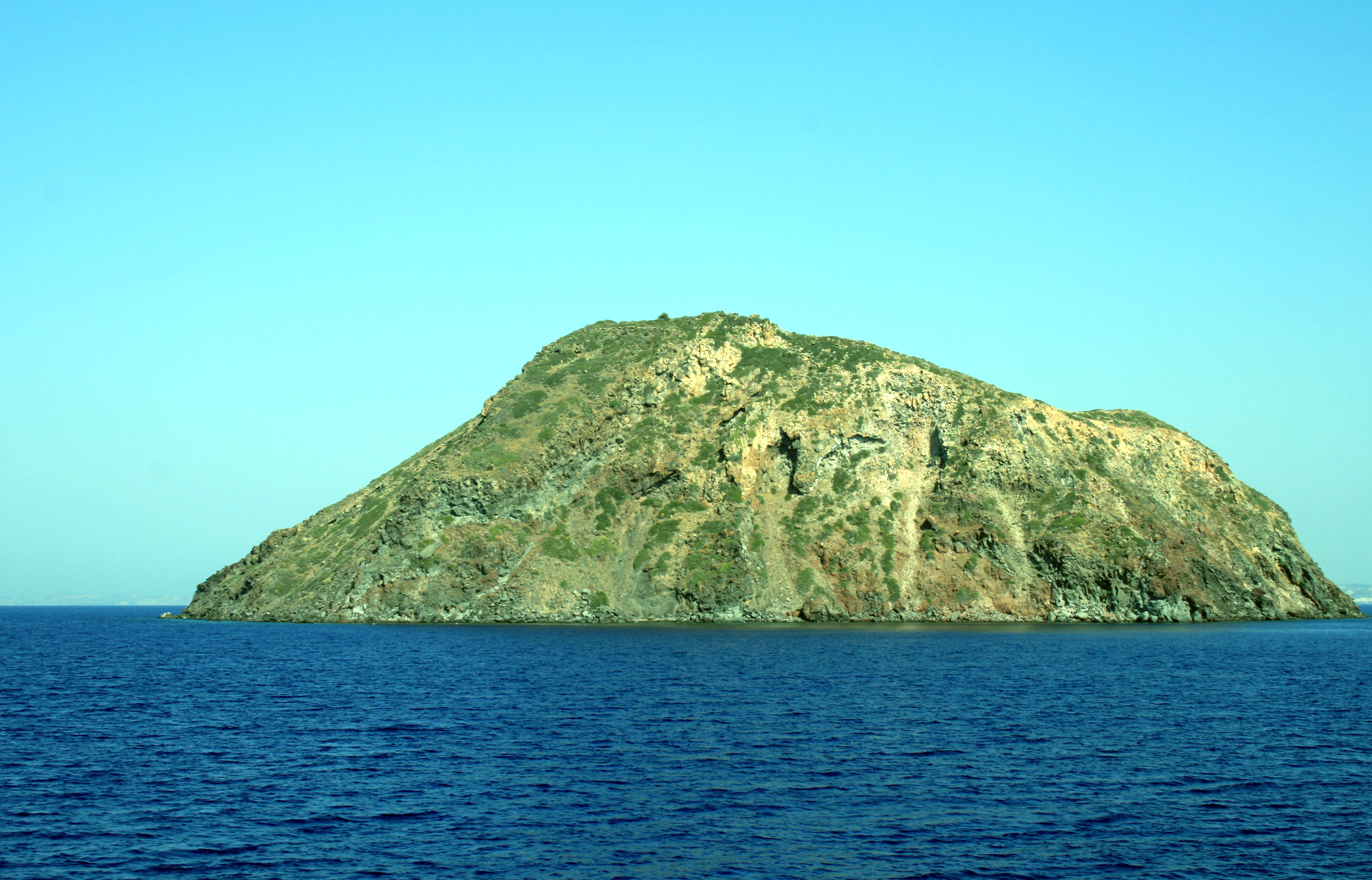
Stroggyli

De volgende eilanden maken deel uit van de Dodekanesos (de twaalf eilanden waaraan de eilandengroep zijn naam dankt, staan vetgedrukt):
Agathonisi, Alimnia, Arkoi, Armathia, Astakida, Astypalaia, Chalki, Chamili, Farmakonisi, Gaidaros, Gyali, Kalolimnos, Kalymnos, Kandelioussa, Karpathos, Kasos, Kastelorizo, Kinaros, Kos, Leros, Lebinthos, Lipsi, Marathi, Nimos, Nisyros, Patmos, Pacheia, Plati, Pserimos, Rho, Rhodos, Simi, Strongyli, Syrna, Telendos, Tilos, Zafora

## Gemeenten en gemeenschappen
Onderstaande tabel geeft een weergave van de gemeenten voor de herindeling in 2011.
| Gemeente            | Hoofdplaats (anders) | Postcode | Netnummer       | Opmerking                        |
| ------------------- | -------------------- | -------- | --------------- | -------------------------------- |
| Afandou             |                      | 851 03   | 22410-5         | Gefuseerd met Rhodos             |
| Archangelos         |                      | 851 02   | 22440-2         | Gefuseerd met Rhodos             |
| Astypalaia          | Chora                | 859 00   | 22430-4         |                                  |
| Attavyros           | Empona               | 851 09   | 22460-5         | Gefuseerd met Rhodos             |
| Chalki              |                      | 851 10   | 22460-45        |                                  |
| Dikaio              | Zipari               | 853 00   |                 | Gefuseerd met Kos                |
| Ialyssos            |                      | 851 01   | 22410-9         | Gefuseerd met Rhodos             |
| Irakleides          | Antimachia           | 853 02   | 22420-6         | Gefuseerd met Kos                |
| Kallithea           | Kallithies           | 851 05   | 22410-6, 8      | Gefuseerd met Rhodos             |
| Kalymnos            |                      | 852 00   | 22430-2         |                                  |
| Kamiros             | Sorini               | 851 06   | 22460-4         | Gefuseerd met Rhodos             |
| Karpathos           | Pigadia              | 858 00   | 22450-2         |                                  |
| Kasos               |                      | 857 00   | 22450-4         |                                  |
| Kos                 | Kos                  | 853 00   | 22420-2         |                                  |
| Lipsi               |                      | 850 01   | 22470-4         |                                  |
| Leros               |                      | 854 00   | 22470-2         |                                  |
| Lindos              |                      | 851 07   | 22440-2,3       | Gefuseerd met Rhodos             |
| Megisti/Kastelorizo |                      | 851 11   | 22460-49        |                                  |
| Nisyros             | Mandraki             | 853 03   | 22420-          |                                  |
| Patmos              |                      | 855 00   | 22470-3         |                                  |
| Petaloudes          | Kremasti             | 851 04   | 22410-8,9       | Gefuseerd met Rhodos             |
| Rhodos              |                      | 851 00   | 22410-2 t/m 7   |                                  |
| Zuid Rhodos         | Genadi               | 851 09   | 22440-4         | Gefuseerd met Rhodos             |
| Symi                |                      | 856 00   | 22460-70 t/m 72 |                                  |
| Tilos               |                      | 850 02   | 22460-44        |                                  |
| Gemeenschap         | Hoofdplaats (anders) | Postcode | Netnummer       | Opmerking                        |
| Agathonisi          |                      | 850 01   | 22470           |                                  |
| Olympos             |                      | 857 00   | 22450           | Onderdeel van gemeente Karpathos |